# 阜宁县
阜宁县是中國江苏省盐城市下辖的一个县。阜宁位于黄海之滨、地处里下河地区，是里下河、沿海、徐淮三大农业区交汇处，地势平坦，气候温和。南北长52.5公里，东西宽48公里。面积1439平方公里，是省级阜宁县经济开发区、高新区、金沙湖旅游度假区、桃花源生态经济区。縣人民政府駐阜城街道香港路598號。
阜宁是全国粮食产量百强县、全国绿化模范县、全国科技工作先进县、全国食品工业强县、全国肉类产量百强县、全国新能源产业百强县、国家一类生态示范区，享有中国淮剧之乡、散文之乡、建筑之乡、长寿之乡、苗猪之乡的美誉，被列为国家级星火技术密集区。 阜宁是一个环境优美得地方。县城依射阳河而建，已形成20平方千米、20万人规模，正在按照“以河为轴、对称发展”的布局规划，建设10平方公里、10万人的阜宁新区。境内水网密布，拥有荡滩水面30万亩，马家荡、白水塘、黄河故道等湖荡河道，描画出一派美丽怡人的水乡风光。

## 地名由来
县境原属山阳、盐城两县。明万历二十三年（1595年）庙湾筑城。清雍正九年（1731年）建县，县境包括今滨海县全部，射阳县、响水县大部，建湖县、涟水县、淮安县一部，为江苏省一等大县，并取土埠安宁之意，名阜宁县，隶淮安府。明初，设巡司戍守，嘉靖二十六年（1547年）、三十八年再经倭寇，万历十九年（1591年）添设游击驻防，二十二年筑城”。清置阜宁县，取“商货阜通、地方安宁”之意。

## 历史
阜宁历史悠久，人文荟萃。成陆于六千年前，古称黄浦，宋时设镇，清雍正九年（ 1731年）建县，历来为商贾云集之地，素有“江淮乐地”之称。境内有新石器晚期和良渚文化遗址。抗日战争期间，曾是华中抗日根据地的政治、军事、经济、文化中心。1941年7月至1942年12月，新四军军部移驻阜宁，刘少奇、陈毅、黄克诚、张爱萍、洪学智等共軍早期領導人在这里駐扎。

## 人口
根據第七次全国人口普查數據，截至2020年11月1日零時，阜寧縣户籍人口為1103404人。

## 经济
阜宁物产丰饶，产业兴旺。农业资源丰富多样。工业经济特色明显，已形成纺织服装、机械电器、医药食品、化工塑胶、玻璃建材等五大支柱产业，正在着力打造纺织服装大县，旅游用品、精细化工基地县和稀土之城、手工玻璃工艺品之都。阜宁加快开放。致力于建设“平安阜宁”、“诚信阜宁”、“绿色阜宁”，坚持以开放促发展，以外资增活力，以项目强主体，以创业带民富，全面加快对外开放。阜宁GDP2022达到700.17亿,增长4.8。2022年在盐城市内的GDP第6名。2023年人均GDP93441人民币。高于全国平均水平。阜宁县第一产业占总产值的11.62%,第二产业40.73%,第三产业47.65%.
阜宁经济开发区，1998年建区，2002年4月被省政府命名为省级经济开发区，也是江苏省1996年后唯一新批的省级经济开发区。正在成为“阜宁经济的希望之区”、“科学发展的样板区”、“全面开放示范区”、“社会和谐的新城区”。生态化工园2002年10月开工建设，正在成为融科技型、外向型、生态型为一体的苏北一流化工园区。近几年，先后有十多个国家和地区的外商企业来该县投资兴业，美国伊士曼、阿波罗公司、柏威集团，香港协鑫集团、鸣泰集团、众豪集团、星河乐器公司、德顺公司，国内上市公司兰生集团、法尔胜集团、希望集团、黄河集团等知名企业纷纷落户阜宁。

## 交通
阜宁交通便捷，毗邻沿海高速公路、 京沪高速、 宁连高速公路、 宁靖盐高速公路； 204国道穿越县境；中国第二大人工河通榆运河、苏北灌溉总渠、淮河入海水道纵贯县境40公里。
- 新长铁路：凤谷站

## 特产
- 阜宁大糕，马家荡大青蟹、野生甲鱼，硕集卜页，戚桥茶干，香肠，益林酱油。

## 资源

### 土地资源
全县总面积143933.67公顷。其中耕地面积为88751.09公顷，水域面积35157.08公顷，居民点及工矿用地面积13839.06公顷，交通用地3480.67公顷，园地面积1655.07公顷，林地173.55公顷，牧草地758.44公顷，未利用地118.71公顷。 

### 水资源
阜宁县地处里下河下游地区，境内河网稠密，雨水充沛，本地径流，外来水资源较好。

### 矿产资源
阜宁县境喻口、沟墩等地有泥炭矿、粘土矿等。泥炭矿蕴藏量298.5万吨．粘土矿蕴藏量1581.9万立方米。县境施庄的沙岗、新沟的北沙湾等地有优质黄沙，面积826.67公顷，相当于全县土地总面积的0.57%。黄沙质地纯净，沙粒均匀。颗粒为70—120目，是工业、建筑业的理想材料。石油矿藏在县境永兴等地勘查。

### 野生动植物资源
境内野生动物资源中，有野兔、草狐、黄鼠狼、鲤鱼、鲫鱼、黑鱼、青鱼、甲鱼、黄鳝、野鸡、野鸭、杜鹃、猫头鹰、灰喜鹊、白头翁、画眉、百灵、鸳鸯、青蛙、蜗牛、地鳖虫、青草蛇、赤练蛇、蛤蜊、蚬子、泥螺等。野生植物资源丰富，马兰、牛蕾子、半支莲、地黄、构杞、柴胡、半夏、紫苏、车前子、益母草、王不留行、黄花、铺地锦，柴、蒲、柳等，可用于中药和广泛发展编织业。

## 文化遺存
- 东园新石器遗址
- 陆庄遗址
- 马躲古寺
- 淮东古寺
- 兴国寺
- 巢城遗址

## 行政区划
阜宁县下辖4个街道办事处、13个镇：
阜城街道、金沙湖街道、花园街道、吴滩街道、沟墩镇、陈良镇、三灶镇、郭墅镇、新沟镇、陈集镇、羊寨镇、芦蒲镇、板湖镇、东沟镇、益林镇、古河镇和罗桥镇。
江苏省阜宁经济开发区位于阜城，托管所在村；澳洋工业园与郭墅镇镇园合一；金沙湖旅游度假区位于阜城，托管所在村；富士康产业园管委会位于阜城，托管所在村；东益经济区以特殊模式运作，在原东沟、益林两镇基础上整体规划，协调发展，辐射西南五镇。